# SMS G 135
G 135 – niemiecki niszczyciel z okresu I wojny światowej. Czwarta jednostka typu G 132. Po wojnie pozostał w aktywnej służbie. 10 października 1921 roku sprzedany do stoczni złomowej.